# Noda (Iwate)
Noda (野田村 Noda-mura?) es una villa localizada en la prefectura de Iwate, Japón. En octubre de 2018 tenía una población de 3.945 habitantes y una densidad de población de 48,8 personas por km². Su área total es de 80,80 km².

## Geografía

### Municipios circundantes
- Prefectura de Iwate
  - Kuji
  - Iwaizumi
  - Fudai

## Demografía
Según datos del censo japonés, la población de Noda ha disminuido en los últimos años.
| Año del censo | Población |
| ------------- | --------- |
| 1995          | 5.204     |
| 2000          | 5.195     |
| 2005          | 5.019     |
| 2010          | 4.632     |
| 2015          | 4.149     |